# Eduard Sola
Eduard Sola i Guerrero (Santa Eulalia de Ronsana, 1989) es un guionista de cine y televisión español. Ganador del Premio Goya Mejor Guion Original 2025, por Casa en flames. 

## Biografía
Se graduó en guion en la ESCAC de Barcelona (Escuela Superior de Cine y Audiovisuales de Cataluña). Hizo como uno de sus proyectos finales Lunático (2014), cortometraje que se convertiría más tarde en su primera película, como realizador, la única de su carrera, protagonizada por su abuelo. 
Fue presidente de Canal SET, la televisión local de su municipio de nacimiento, Santa Eulalia de Ronçana. 
Ha compaginado la escritura de series (Sé quien eres, Benvinguts a la familia, Cites) y películas para televisión con guiones de cine en películas de Dani de la Orden, Barcelona nit d’estiu (2013) y la secuela de esta, Barcelona nit d’hivern (2015) y Casa en llamas (2024). De Nely Reguera (María y los demás, La voluntaria), de Marçal Forés y Paula Ortiz (La virgen roja). 
Su año más prolífico, 2024, firmó los guiones de la película Casa en llamas. hasta ese momento, la película en catalán más taquillera de la historia, y las series, Querer, La virgen roja y Mamen Mayo. Ganador del Premio Feroz mejor guion 2024 por Casa en llamas y Premio Feroz Dama Mejor Guion de serie 2024 por Querer.  
El discurso cuando recibió el Premio Gaudí 2024 Mejor guion original, por Casa en llamas, tuvo repercusión en Cataluña por la defensa de la escuela pública y la integración: “Todos mis abuelos vinieron de Andalucía. Mi abuelo era analfabeto. Somos orgullosamente xarnegos". 

## Filmografía como guionista

### Cine
- 2013: Barcelona, nit d'estiu
- 2013: Hooked Up
- 2014: Tots els camins de Déu
- 2014: Lunático (Director, también actor)
- 2015: Barcelona, nit d'hivern
- 2016: Quatretondeta
- 2015: María (y los demás)
- 2018: Black is Beltza
- 2021: Libertad (película)
- 2021: Donde caben dos
- 2022: A través de mi ventana
- 2022: La voluntaria
- 2023: A través del mar
- 2024: A través de tu mirada
- 2024: Casa en flames
- 2024: El bus de la vida
- 2024: La virgen roja

### Televisión
- 2010: Malsons SL
- 2011: Zero (telefilm)
- 2016: Ebre, del bressol a la batalla (telefilm)
- 2017: Sé quién eres
- 2018: Terra cremada (telefilm)
- 2019: Benvinguts a la família
- 2019: Èxode, de la batalla a la frontera (telefilm)
- 2015-2023: Cites
- 2023: El cuerpo en llamas (2 episodios)
- 2024: Querer (miniserie)
- 2024: Mamen Mayo

## Premios y reconocimientos
Premios Goya
| Any  | Categoría            | Pel·lícula     | Resultat |
| ---- | -------------------- | -------------- | -------- |
| 2025 | Mejor guion original | Casa en llamas | Ganador  |

Premios Feroz
| Año  | Categoría            | Película/serie | Resultado |
| ---- | -------------------- | -------------- | --------- |
| 2025 | Mejor guion          | Casa en llamas | Ganador   |
| 2025 | Mejor guion de serie | Querer         | Ganador   |

Medallas del Círculo de Escritores Cinematográficos
| Any  | Categoría            | Película       | Resultado |
| ---- | -------------------- | -------------- | --------- |
| 2024 | Mejor guion original | La virgen roja | Nominado  |

Premis Gaudí
| Any  | Categoría                      | Película                       | Resultado |
| ---- | ------------------------------ | ------------------------------ | --------- |
| 2017 | Mejor película para televisión | Ebre, del bressol a la batalla | Ganador   |
| 2025 | Mejor guion original           | Casa en flames                 | Ganador   |

- Premio Ojo Crítico de RNE de Cine 2024, según el jurado por "ser uno de los guionistas más relevantes del cine actual". [11]
- Premio Alma 2025 al Mejor Guion de Largometraje de comedia, por Casa en flames. Galardón anual concedido por el Sindicato de Guionistas de España ALMA. [12]
- Premio Alma 2025 al mejor guion de serie dramática, por Querer. Concedido por el  Sindicato de Guionistas de España ALMA. [12]